# Landsat 1
Landsat 1 je umělá družice Země, vypuštěná jako první z řady Landsat v roce 1972. Byla určena k podrobnému snímkování naší planety.
Družice Landsat 1 se původně jmenovala Earth resources Technology Sattelite 1 – česky přibližně „Technologický satelit pro zjišťování informací o zdrojích Země“. Jednalo se o projekt agentury NASA. Byl katalogizován v COSPAR pod číslem 1972-058A.
Družice byla vypuštěna 23. července 1972 s pomocí nosné rakety Delta 900 z kosmodromu Vandenberg Air Force Base. Létala po dráze ve výši 896 – 916 km. Hmotnost družice je 816 kg. Její aktivní činnost byla ukončena v roce 1978, v tu dobu kolem Země létaly další družice tohoto typu. V současné době je satelit stále na oběžné dráze.